# Kirchheimbolanden
Pour les articles homonymes, voir Kirchheim.
Kirchheimbolanden est une ville d'Allemagne, dans la Rhénanie-Palatinat. Chef-lieu de l'arrondissement du Mont-Tonnerre, elle est située à 25 km à l'ouest de Worms, et à 30 km au nord-est de Kaiserslautern.

## Géographie

### Situation
Kirchheimbolanden se trouve dans le Palatinat rhénan, à la transition entre le Nordpfälzer Bergland (de) et les Alzeyer Hügelland adjacents à l'est. Le centre-ville se trouve à environ quatre kilomètres - à vol d'oiseau - au nord-est du mont Tonnerre.
La zone bâtie d'un seul tenant de la ville présente des différences d'altitude considérables. La vieille ville se situe à 286 mètres d'altitude, la fourchette s'étendant de 244 mètres dans la Edenbornerstraße jusqu'au sommet construit du Kupferberg à 373 mètres. Le Kupferberg offre une vue lointaine en direction du nord-est ; dans de bonnes conditions, on peut y voir le panorama urbain de Francfort et, derrière, la Kinzigtal près de Hanau.
Le territoire de Kirchheimbolanden comprend une grande partie de la Bürgerwald (de), une chaîne de montagnes dans le Nordpfälzer Bergland.

### Dénivelés
Le point culminant du territoire communal est le sommet du Eichelberg, à l'extrême ouest, qui culmine à 502 mètres. Plus à l'est s'étend le Kuhkopf, qui culmine à 430,7 mètres. Les constructions se trouvent sur le versant du Wartberg, alternativement appelé Schillerhain (de). Au nord-ouest de la commune s'élève le Albertskreuz, haut de 399,7 mètres, et au nord-ouest de la zone d'habitation le Steinkopf, haut de 354,1 mètres. Au sud-est se trouve la chaîne de collines Hungerberg (Pfal) (de), qui culmine à 302 mètres.

### Cours d'eau
Le Leiselsbach, un affluent gauche de la Pfrimm, prend sa source dans la zone urbaine sous la forme du Ziegelwoog. Dans la vallée du Gutleutbach, qui frôle la périphérie sud de la ville, se trouve le point le plus bas de la zone urbaine, à 230 mètres d'altitude. A l'extrême ouest du territoire communal, le Gerbach prend sa source et quitte rapidement le territoire de la ville, tout comme le Goldbrunnengraben qui prend sa source au sud.
Le Wiesbach prend également sa source à l'ouest du territoire communal. Peu avant son embouchure dans le Wiesbach, le Steindellerbach passe sur le territoire de la ville. Ensuite, il reçoit de la droite le Schanzengraben, de la gauche le Goßenbach et de nouveau de la droite l'Ambach. Dans ce dernier, le Bach vom Hermannskopf se jette auparavant depuis la gauche. Le Kernbach, qui se jette dans le Wiesbach par la gauche, forme en grande partie la limite du territoire communal avec Kriegsfeld. Le Hoferbach forme la frontière avec Ruppertsecken.

### Structure de la ville

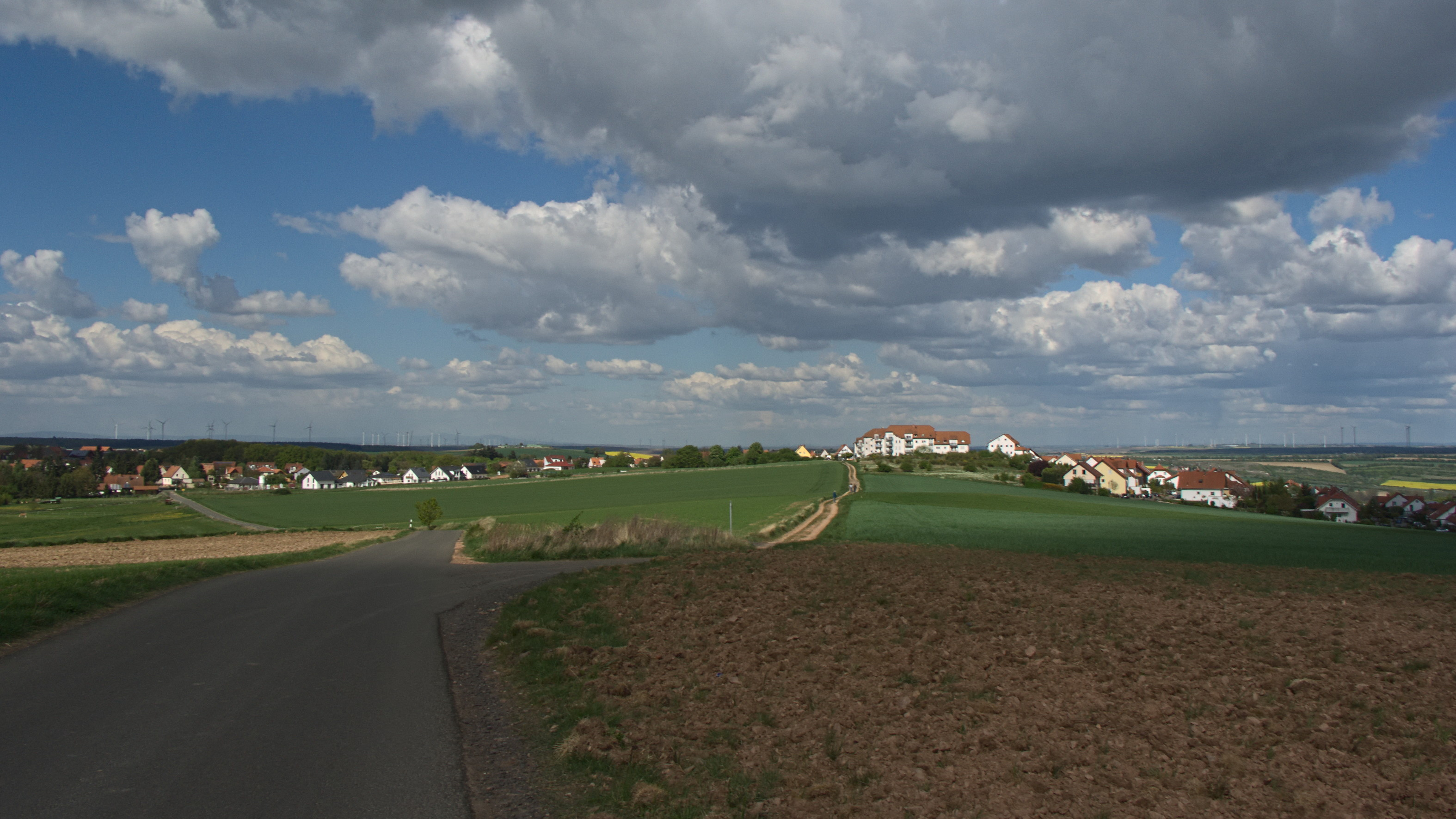
Vue sur le quartier Haide.

Kirchheimbolanden se divise en un centre-ville avec le quartier Haide, le Kupferberg et les quartiers d'Ambach, Bolanderhof (partie), Edenbornerhof, Hessenhütte, Neuhof, Rothenkircherhof et Schillerhain. Les autres lieux d'habitation sont le poste de chemin de fer 2262, Brunnenberg, la briqueterie Ebert, Kohlhütte et Ziegelhütte.

### Communes voisines
Les localités limitrophes de Kirchheimbolanden sont - dans le sens des aiguilles d'une montre - les communes Oberwiesen, Orbis, Morschheim, Bischheim, Gauersheim, Bolanden et Dannenfels, la ville de Rockenhausen, ainsi que les communes de Ruppertsecken et Kriegsfeld. Une autre commune voisine est Rittersheim, située à l'est.

### Climat
Les précipitations annuelles sont de 585 mm. Les précipitations se situent dans le quart inférieur des valeurs relevées en Allemagne. Dans 18 pour cent des stations de mesure du Deutscher Wetterdienst, des valeurs inférieures sont enregistrées. Le mois le plus sec est février (environ 38 mm). Les précipitations les plus importantes tombent de mai à juillet (environ 58 mm en juin). Seul un pour cent des stations de mesure enregistre des variations saisonnières plus faibles Schwankungen.
La société MeteoGroup - anciennement Meteomedia - exploite une station météorologique sur place. La commune et le groupe local Donnersberg de l'association Pollichia ont participé à son financement. Les données de la station sont affichées sur un panneau d'affichage électronique dans le centre-ville. Elles sont en outre intégrées dans le bulletin météorologique présenté quotidiennement par l'entreprise dans le programme télévisé de l'ARD et de SWR3. Il convient de noter une valeur élevée de la durée annuelle d'ensoleillement mesurée à cette station, soit 1940 heures, ce qui correspond à la moyenne de 2010 à 2017 ; la moyenne à long terme en Allemagne est de 1595 heures.

## Liaison routière
Il est relié au réseau autoroutier par la Bundesautobahn 63.

## Histoire
Une « Kirchheim » près de Bolanden est mentionnée pour la première fois en 774 dans le Codex Laureshamensis.

### Moyen Âge

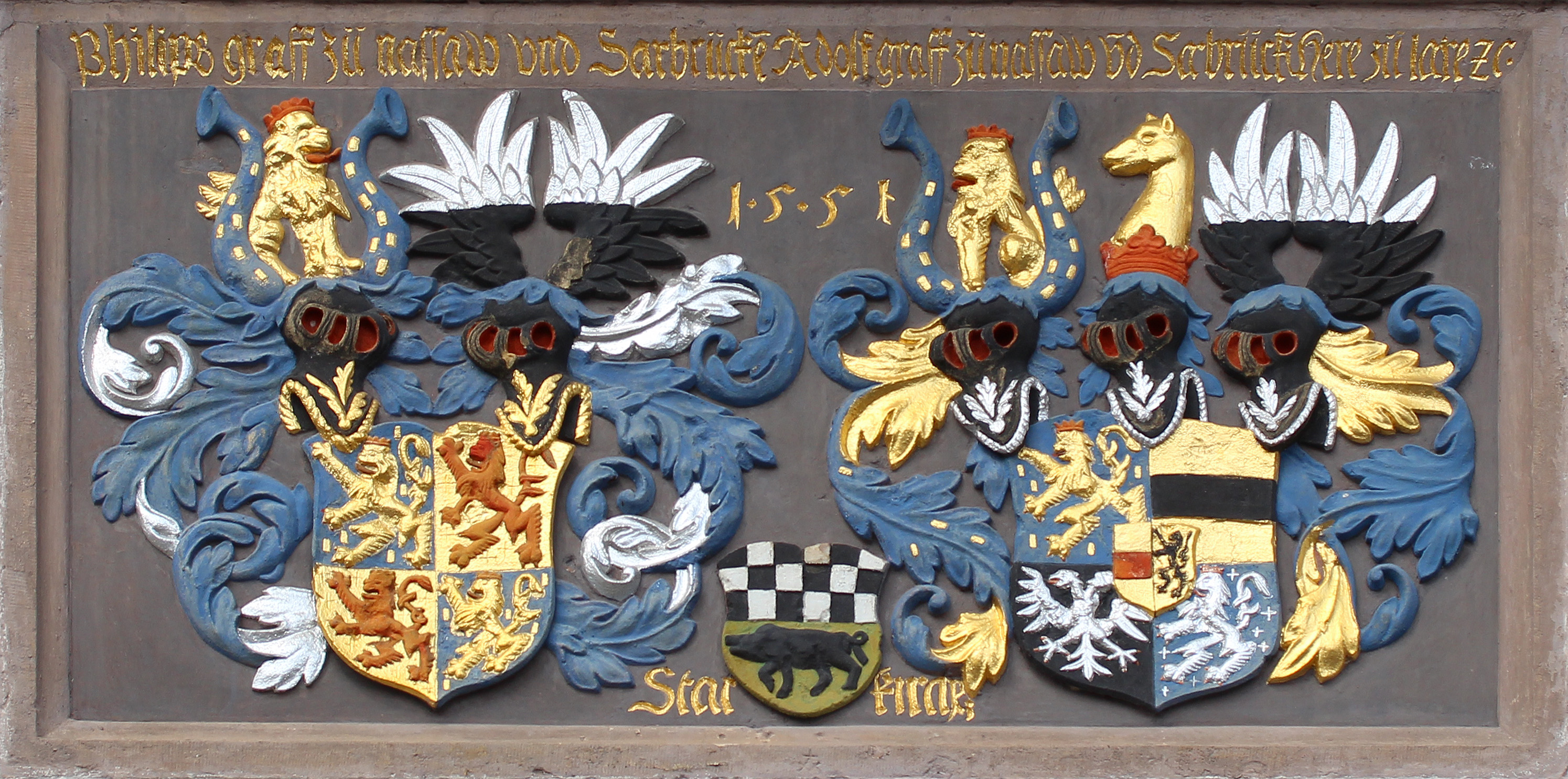
Armoiries des comtes Philippe III et Adolf et de la ville de Kirchheim de 1551 à l'hôtel de ville.

Au XIIIe siècle, la localité de Kirchheim appartenait à la maison de Bolanden. Le couvent d'Otterberg était également propriétaire de la localité. L'Edenbornerhof en faisait partie. A la fin du XIIIe siècle, Kirchheim devint par héritage la propriété de la Sponheimer, ligne secondaire Sponheim-Bolanden-Dannenfels. Le comte Heinrich II. von Sponheim-Bolanden (de) (ca.1330-1393) fit élever le village au rang de ville en 1368 et en fit sa résidence. Il la fortifia et y construisit un château. Par l'intermédiaire de sa petite-fille Anna de Hohenlohe (décédée en 1410) et de son mari Philippe Ier de Nassau-Saarbrücken-Weilburg, Kirchheimbolanden et l'ensemble des biens de la famille Sponheim-Bolander revinrent finalement à la Maison de Nassau, qui les posséda jusqu'à la fin de la période féodale.

### Début des temps modernes

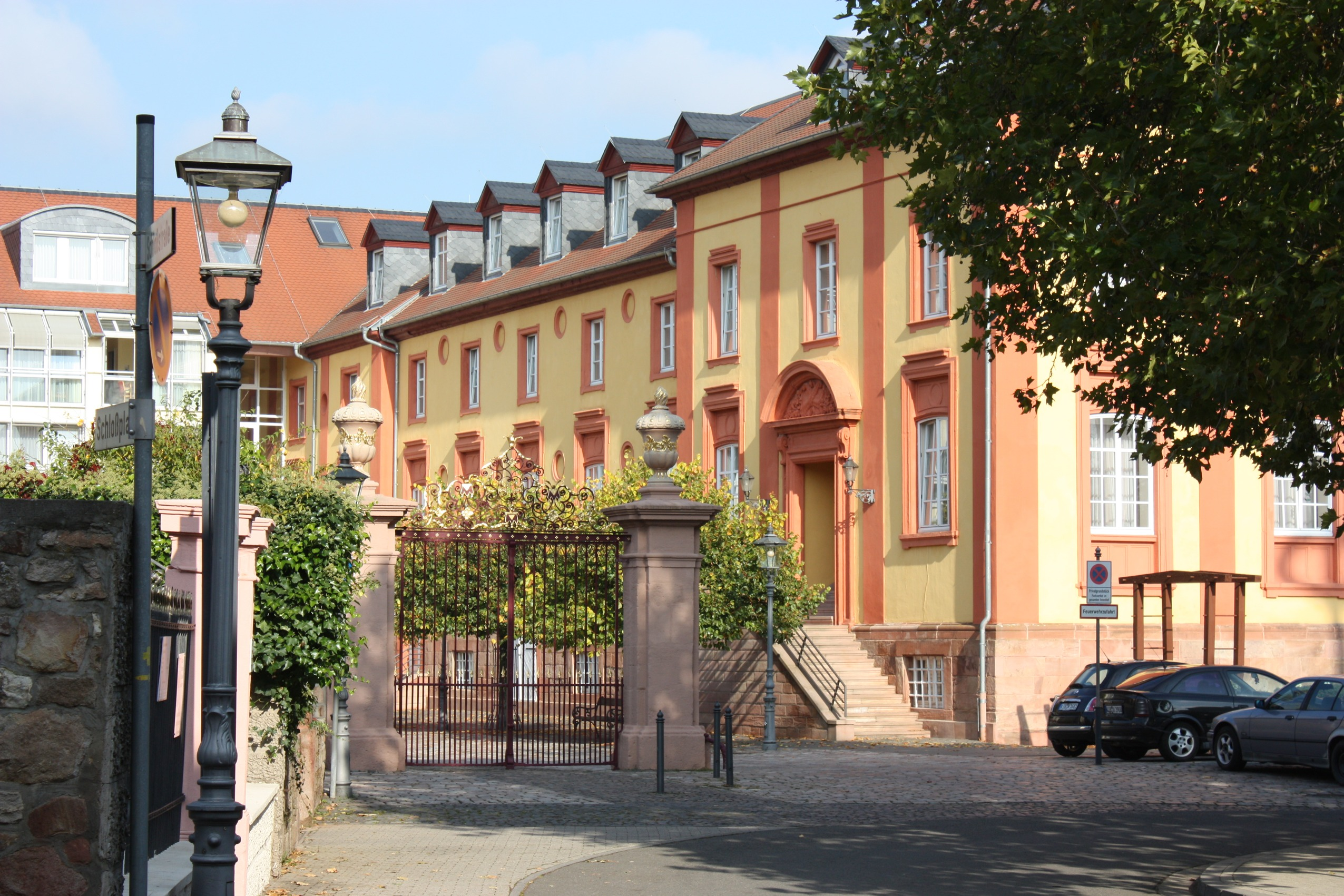
Le château de Kirchheimbolanden dans sa forme actuelle comme résidence pour personnes âgées.

En 1461, le duc Louis Ier de Bavière attaqua la ville et fit prisonnier le comte Philippe II de Weilbourg. Le comte Philippe III et le comte Adolf introduisirent la Réforme protestante dans leur seigneurie de Kirchheim et Stauf en 1556. Le comte Adolf choisit Kirchheim comme résidence ; lui et son épouse sont enterrés dans l'église Saint-Pierre.
Charles-Auguste de Nassau-Weilburg transféra sa résidence de Weilburg à Kirchheim en 1737. Charles-Christian de Nassau-Weilburg posséda parfois son propre régiment d'infanterie (1755-1759) à Mannheim auprès du prince électeur du palatinat du Rhin et fut parfois général des Pays-Bas, et gouverneur. Frédéric-Guillaume (1788-1816) de Nassau-Weilburg quitta la ville en 1793 à cause de la Révolution française et partit pour Bayreuth. Ainsi prit fin l'époque où Kirchheimbolanden, alors simplement appelée Kirchheim, était une ville de résidence.
Elle connut sa plus grande période de prospérité sous les princes Charles-Auguste (1719-1753) et surtout Charles-Christian (1753-1788) de la maison Nassau-Weilbourg et son épouse, la princesse Caroline d'Orange-Nassau-Diez, riche, réputée intelligente et musicienne.

### À partir duXIXesiècle
Après 1792, les troupes de la Révolution française occupèrent la région et annexèrent  la rive gauche du Rhin après le traité de Campo-Formio (1797). De 1798 à 1814, Kirchheim fait partie du département du Donnersberg français et est le chef-lieu du canton du même nom.
En raison des accords conclus lors du congrès de Vienne (1815) et d'un traité d'échange avec l'Autriche, la région fut rattachée au royaume de Bavière en 1816. À partir de 1818, Kirchheim fut le siège d'un Landkommissariat dans le Rheinkreis bavarois.

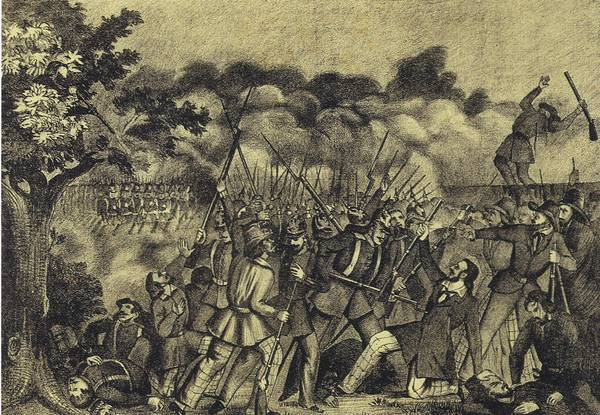
Bataille de Kirchheimbolanden, 1848.

Lorsque la Légion de Hesse rhénane évacua précipitamment Kirchheim d'une force prussienne supérieure pendant l'insurrection du Palatinat le 14 juin 1849, des francs-tireurs palatins restèrent dans les jardins du château sans être prévenus. Lors de la bataille de Kirchheimbolanden en présence du prince de Prusse, 17 francs-tireurs tombèrent.
À partir de 1939, la localité faisait partie intégrante et était le siège administratif du Landkreis Kirchheimbolanden (de). Après la Seconde Guerre mondiale, Kirchheimbolanden devint partie intégrante, au sein de la zone d'occupation française en Allemagne, du Land de Rhénanie-Palatinat nouvellement formé. Dans le cadre de la première réforme administrative en Rhénanie-Palatinat (de), la ville a rejoint en 1969 le Donnersbergkreis nouvellement formé et en est devenue le siège ; trois ans plus tard, Kirchheimbolanden a été intégrée à la commune fusionnée Kirchheimbolanden, elle aussi nouvellement créée.

### Nom de la localité
Le lieu mentionné pour la première fois avec certitude en 1099 s'appelait Kirchheim jusqu'à la fin du XVIIIe siècle. Pour le distinguer au besoin de Kirchheim an der Weinstraße, on y ajoutait un complément descriptif (par ex. en 1370 « Kirchheim by Bolanden », au XVe siècle « Kirchheim unter Bolanden », en 1507 « Kirchheim uff dem gauwe », en 1584 « Kirchem underm Dondersberg »). À la fin du XVIIIe siècle, la forme du nom Kirchheim-Bolanden ou Kirchheimbolanden est devenue courante.
En dialecte, la ville est encore aujourd'hui appelée Kerchem. Les habitants sont donc également appelés Kerchemer. En abrégé, la ville est parfois appelée Kibo.

## Monuments et lieux touristiques
L'église Saint-Paul de château est une église luthérienne et le plus significatif ouvrage. L'orgue Stumm, que l'on appelle l'orgue de Mozart est un original de la dernière des orgues baroques de Johann Michael Stumm et constitue la plus célèbre attraction de la ville.

## Population

### Statistiques de la population
L'évolution du nombre d'habitants de Kirchheimbolanden ; les chiffres de 1871 à 1987 sont basées sur les recensements :
| année | Habitants |
| ----- | --------- |
| 1815  | 2.145     |
| 1835  | 3.080     |
| 1871  | 3.083     |
| 1905  | 3.647     |
| 1939  | 3.838     |
| 1950  | 4.783     |
| 1961  | 5.241     |
| 1970  | 5.525     |

| année | Habitants |
| ----- | --------- |
| 1987  | 6.103     |
| 1997  | 7.613     |
| 2005  | 7.975     |
| 2007  | 7.881     |
| 2010  | 7.695     |
| 2011  | 7.808     |
| 2015  | 7.815     |
| 2022  | 7.998     |

### Statistiques confessionnelles
Selon le recensement de 2011, 46,8 % des habitants étaient de confession évangélique, 19,4 % de confession catholique romaine et 33,8 % étaient sans confession, appartenaient à une autre communauté religieuse ou ne donnaient aucune indication. Le nombre de catholiques et surtout de protestants a diminué depuis, tandis que le nombre d'habitants d'une autre confession ou sans confession a augmenté. En décembre 2023, 35,2 % des habitants étaient protestants, 15,6 % catholiques et 49,3 % appartenaient à une autre communauté religieuse ou à aucune.

### Religion chrétienne

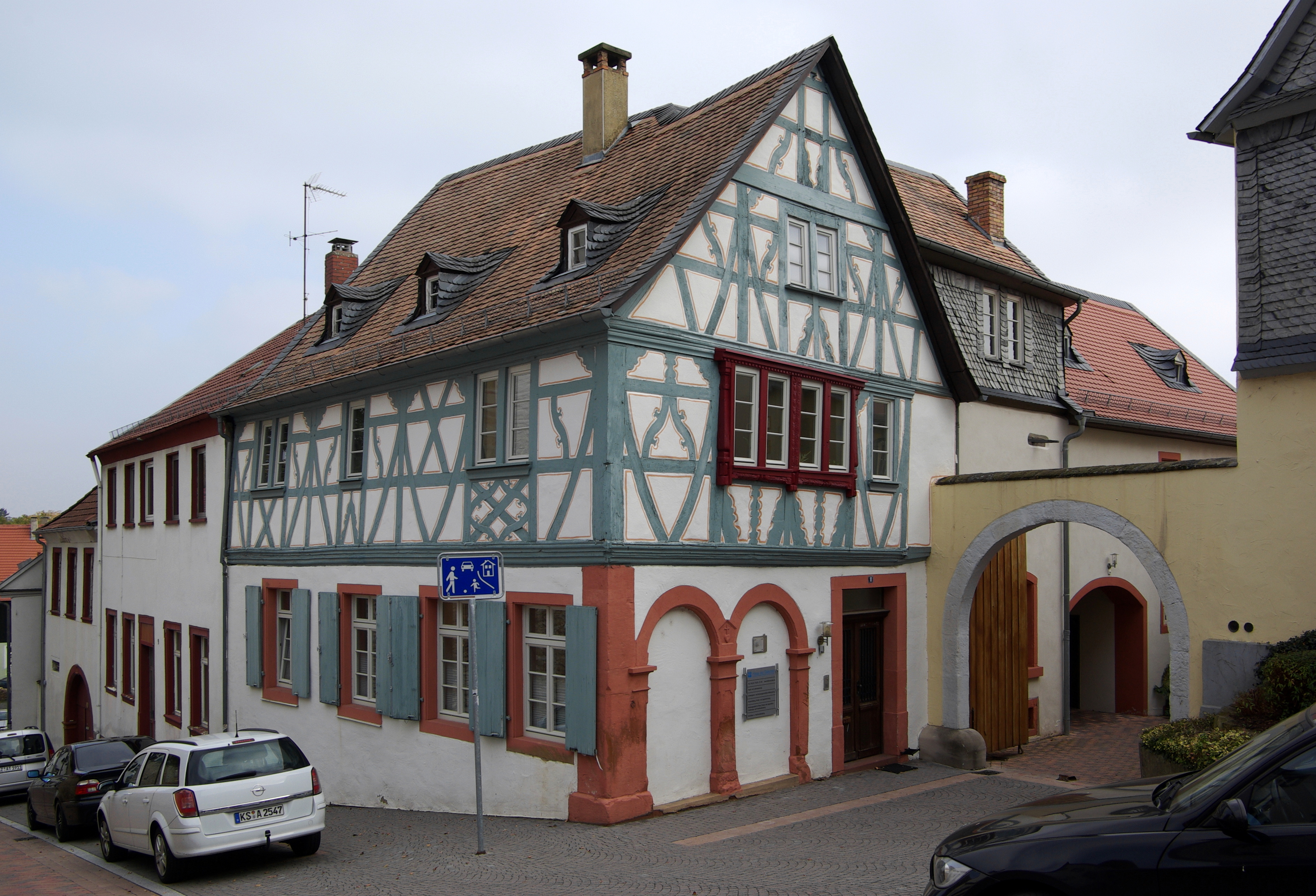
Doyenné protestant à Kirchheimbolanden.

Kirchheimbolanden est le siège du doyenné protestant de Donnersberg, qui est compétent en forme de demi-cercle pour une zone allant d'Ebernburg à Kerzenheim. La paroisse protestante de Kirchheimbolanden est responsable de deux postes pastoraux, l'un pour Kirchheimbolanden et l'autre pour les deux communes de Bischheim et Bolanden. Kirchheimbolanden est l'une des rares villes de cette taille en Allemagne à disposer de deux églises paroissiales - la Paulskirche et la Peterskirche.
Dans l'Église catholique, Kirchheimbolanden est le siège du doyenné catholique de Donnersberg. La paroisse locale Sainte-Anne avec l'église paroissiale St. Peter était compétente pour Kirchheimbolanden, Orbis, Morschheim et Dannenfels jusqu'à la réforme de 2016. En 2016, les paroisses de Kirchheimbolanden, Bolanden, Kriegsfeld et Stetten ont été regroupées en une grande paroisse dont le siège est à Kirchheimbolanden.

### Religion juive
La communauté juive autrefois établie sur place possédait une synagogue, qui fut victime des pogroms de novembre 1938 (Nuit de Cristal).

## Politique

### Conseil municipal
Élections du 13 juin 2004 :
- CDU 44,3 % (+6,1) - 11 sièges (+2)
- SPD 25,3 % (-4,5) - 6 sièges (-1)
- WGR 17,0 % (-5,7) - 4 sièges (-2)
- GRÜNE 8,5 % (+2,9) - 2 sièges (+1)
- FDP 5,0 % (+1,4) - 1 siège (=)

### Maires
- 1974 : Edmund Reichert, CDU
- 1976 : Dr Lothar Sießl, SPD
- 1999 à ce jour : Klaus Hartmüller, CDU

### Jumelages
- Louhans (France) depuis 1976
- Renon (Italie)
- Tcherniakhovsk (Russie) depuis 2002

### Armoiries de la ville
|  | L'écu de Kirchheimbolanden se blasonne ainsi : Divisé ; en haut, d'argent et de noir sur trois rangs ; en bas, vert, un sanglier noir marchant vers la droite |

Les armoiries ont été attribuées par le Roi Louis Ier de Bavière le 30 janvier 1844 et confirmées en dernier lieu le 18 juin 1976 par le Bezirksregierung, Neustadt an der Weinstraße. Il provient d'un sceau de la ville datant du 14e siècle. L'écu (en fait bleu et or) provient du blason du comte Heinrich II. von Sponheim-Bolanden (Comté antérieur de Sponheim), qui obtint en 1368 l'octroi du droit de cité par l'empereur Charles IV 1368. L'Eber rappelle les comtes d'Eberstein, anciens seigneurs du château fort de Stauf, qui furent un temps les maîtres des lieux.

## Personnalités

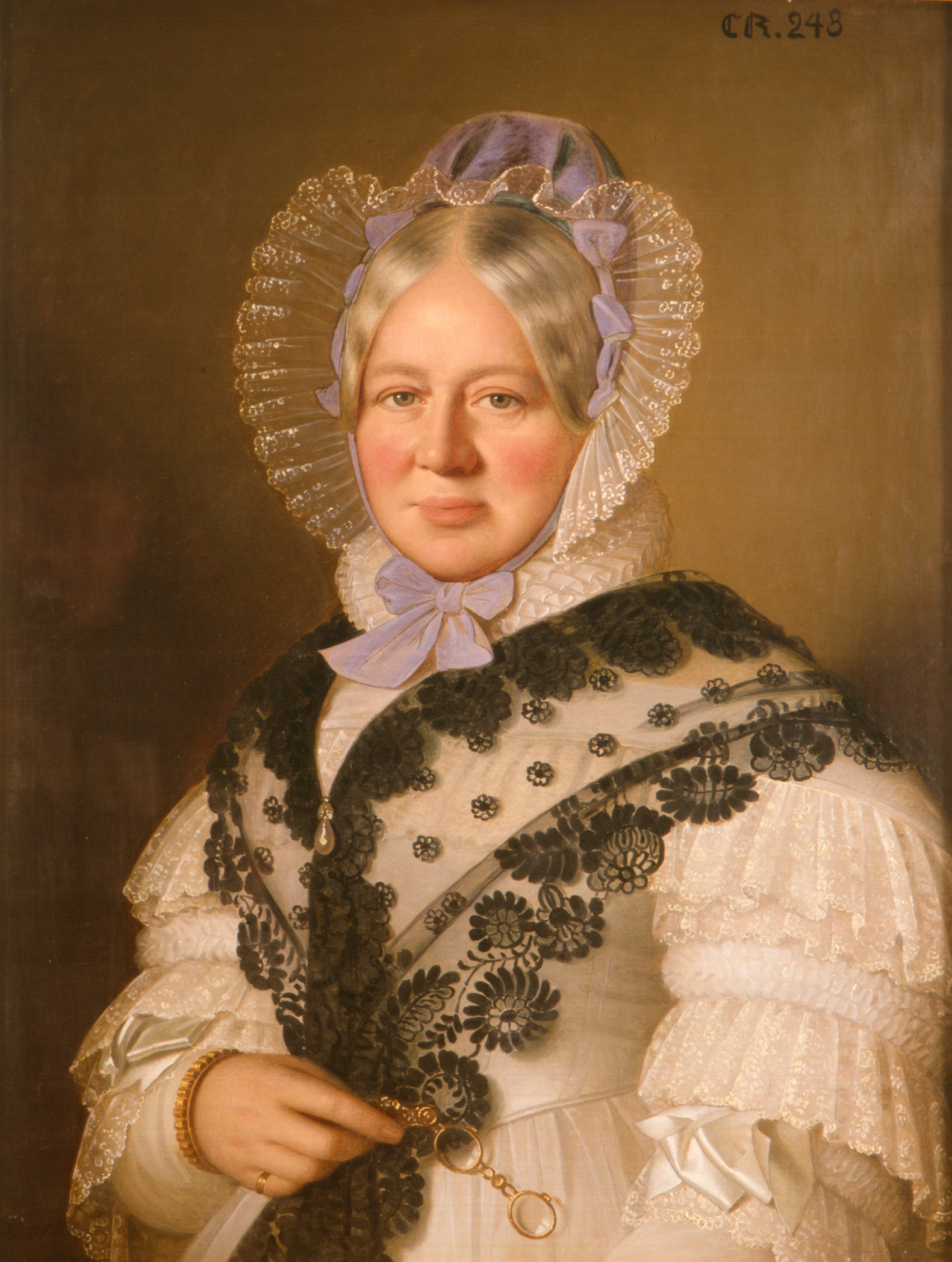
Princesse Henriette de Nassau-Weilburg (1780-1857).

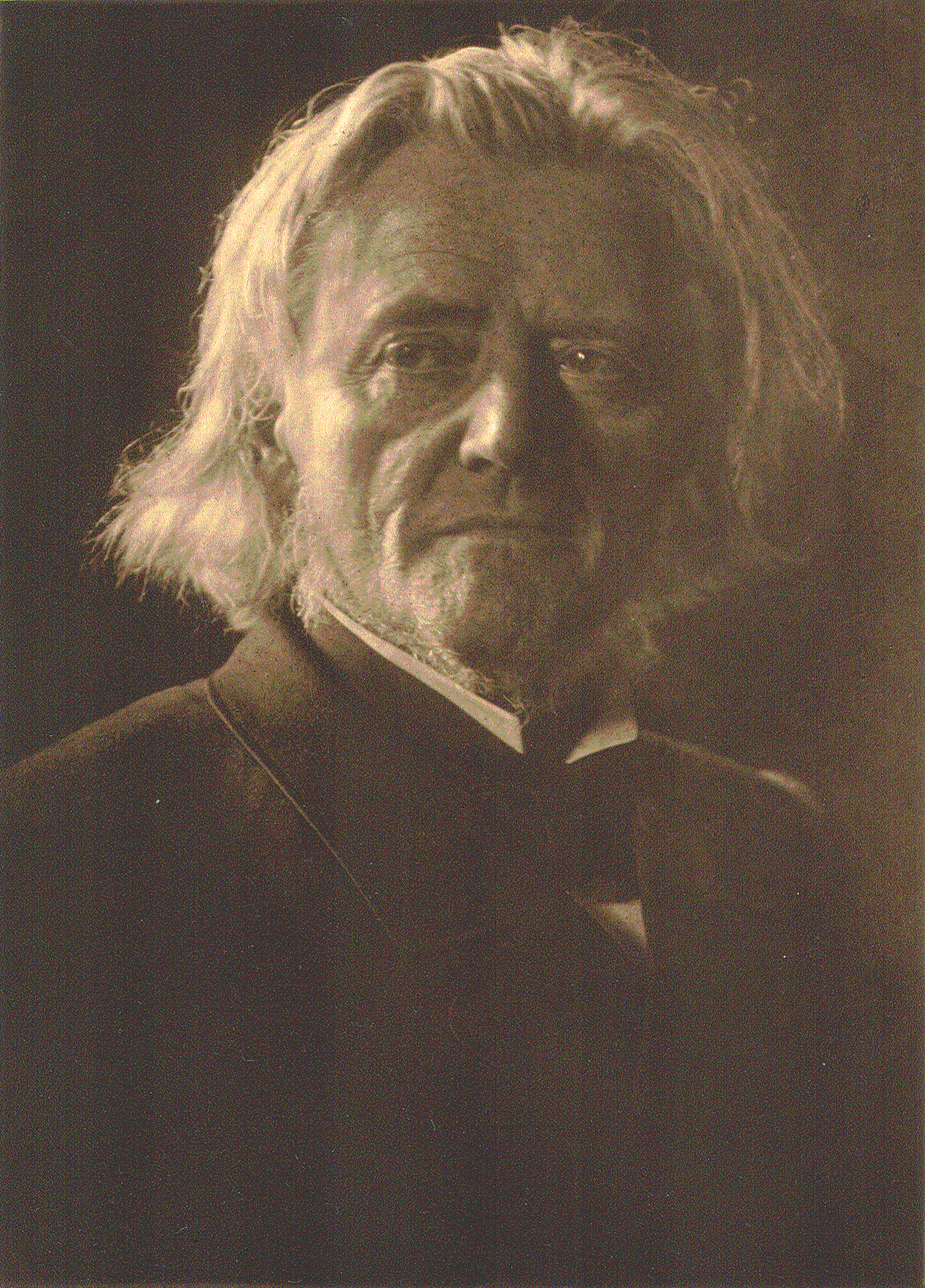
Georg von Neumayer, 1905.

- Jean II de Nassau-Sarrebruck (1423-1472), noble.
- Theodor Lotz (1746-1792), facteur d'instuments à vent reconnu à Presbourg et à Vienne pour ses clarinettes, cors de basset et contrebassons.
- Amélie de Nassau-Weilbourg (1776-1841), princesse d'Anhalt-Bernburg.
- Princesse Henriette de Nassau-Weilburg (1780-1857), femme noble.
- Guillaume de Nassau (1792-1839), duc de Nassau de 1816 à 1839.
- Georg von Neumayer (1826-1909), géophysicien et explorateur polaire, fondateur et chef de la réserve navale allemande.
- Eugen Wolf (en) (1850-1912), journaliste et chercheur.